# Distrito electoral de Whitetail (condado de Keith, Nebraska)
Whitetail (en inglés: Whitetail Precinct) es un distrito electoral ubicado en el condado de Keith en el estado estadounidense de Nebraska. En el Censo de 2010 tenía una población de 299 habitantes y una densidad poblacional de 0,75 personas por km².

## Geografía
Whitetail se encuentra ubicado en las coordenadas 41°20′33″N 101°37′17″O / 41.34250, -101.62139. Según la Oficina del Censo de los Estados Unidos, Whitetail tiene una superficie total de 398.82 km², de la cual 382.96 km² corresponden a tierra firme y (3.98%) 15.86 km² es agua.

## Demografía
Según el censo de 2010, había 299 personas residiendo en Whitetail. La densidad de población era de 0,75 hab./km². De los 299 habitantes, Whitetail estaba compuesto por el 98.33% blancos, el 0% eran afroamericanos, el 0.33% eran amerindios, el 0.33% eran asiáticos, el 0% eran isleños del Pacífico, el 0.33% eran de otras razas y el 0.67% pertenecían a dos o más razas. Del total de la población el 3.34% eran hispanos o latinos de cualquier raza.